# Hermanos de la Instrucción Cristiana de Ploërmel

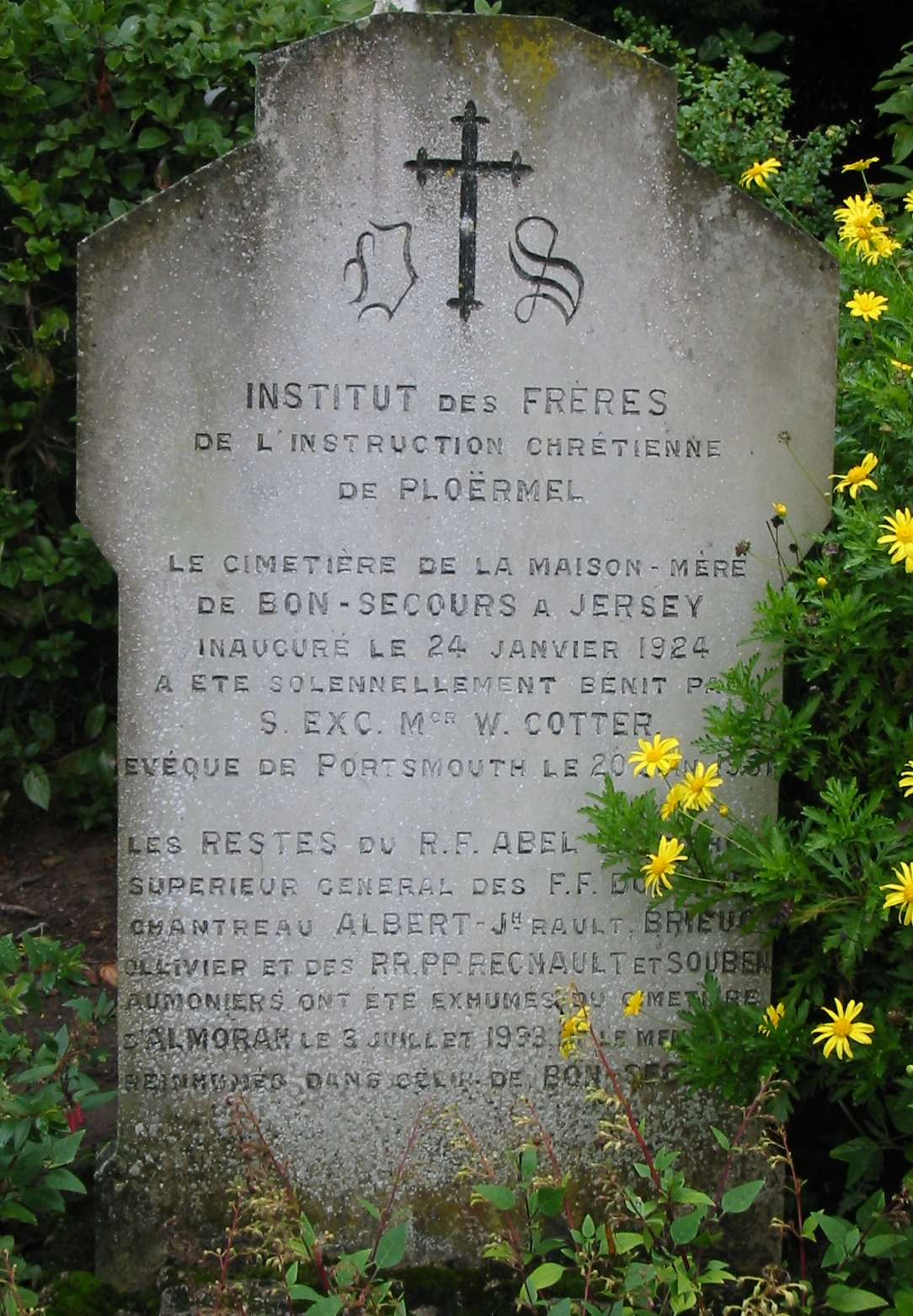
Antigup instituto en Saint Saviour, Jersey

Los Hermanos de la Instrucción Cristiana de Ploërmel, también conocidos como hermanos menesianos, en idioma francés Frères de l’instruction chrétienne de Ploërmel (FICP) forman una congregación religiosa laica católica dedicada a la enseñanza fundada en  1819 por  Jean-Marie de La Mennais (l’abbé Jean-Marie de La Mennais) (1780-1860) y Gabriel Deshayes (l’abbé Gabriel Deshayes), cura párroco de Auray en Morbihan (1767-1841), con el propósito de formar profesores católicos y abrir escuelas.

## Historia
Esta congregación fue fundada en Ploërmel, comuna de Morbihan, siendo aprobada  en 1822 y disuelta  en Francia en 1903 como consecuencia de una disposición legislativa precursora de la Ley francesa de separación de la Iglesia y el Estado de 1905 y al igual que todas las congregaciones de enseñanza. Pese a ello hoy está presente en 25 países y cuenta con aproximadamente 1.020 miembros, incluyendo 320 en Francia.
En Madrid existe un Colegio Menesiano, fundado en 1941 y situado actualmente en la avenida Brasilia, número 11.